# Стјепан Поље
Стјепан Поље је насељено мјесто у саставу општине Грачаница, Федерација Босне и Херцеговине, БиХ.

## Становништво
| Националност       | 1991.          | 1981.          | 1971.          |
| Муслимани          | 3.294 (98,41%) | 2.929 (97,53%) | 2.529 (98,98%) |
| Срби               | 30 (0,89%)     | 39 (1,29%)     | 12 (0,46%)     |
| Хрвати             | 0              | 0              | 3 (0,11%)      |
| Југословени        | 18 (0,53%)     | 30 (0,99%)     | 1 (0,03%)      |
| остали и непознато | 5 (0,14%)      | 5 (0,16%)      | 10 (0,39%)     |
| Укупно             | 3.347          | 3.003          | 2.555          |

## Извор
- Књига: „Национални састав становништва — Резултати за Републику по општинама и насељеним мјестима 1991.", статистички билтен бр. 234, Издање Државног завода за статистику Републике Босне и Херцеговине, Сарајево.
- интернет — извор, „Попис по мјесним заједницама“ — https://web.archive.org/web/20160226134632/http://www.fzs.ba/Podaci/nacion%20po%20mjesnim.pdf